# 芝山宗綱
芝山 宗綱（しばやま むねつな）は、戦国時代から安土桃山時代にかけての武将。利休七哲の一人。芝山監物とも。

## 生涯
出自は不明だが、一説に摂津国小部付近に勢力を持っていた向氏（橘遠保を遠祖とすると自称）の一族とされる。
はじめ石山本願寺の勢力下に属したが、荒木村重らと共に織田信長に接近した。天正6年（1578年）に村重が反旗を翻した際に、摂津大和田城に安部良成らと駐屯していたが、揃って村重の下を離れ信長に帰順し、信長から黄金を賜ったといわれる。のちに羽柴秀吉の馬廻となり、軍目付などとして小田原征伐にも従軍し、天正16年（1588年）に後陽成天皇の聚楽第行幸の際に先導役を務めたとされる。のち、御咄衆として1万石を給せられた。
茶人としても知られ、千利休の高弟である利休七哲に数えられる。天正9年（1581年）には津田宗及や山上宗二らを招いて茶会を行なっており、既に茶人として名が知られていたようである。利休とは懇意であったようで、長次郎作の名物黒楽茶碗「雁取」を贈られている他、現在確認されている利休の書簡のうち監物（宗綱）宛が一番多く、また利休最期の書簡も監物宛である。また、芝山型の手水鉢や芝山緞子などに茶道具にもその名を残している。